# Подем
 Тази статия е за селото в България.  За партията вижте Подем (партия).  
Подѐм е село в Северна България, област Плевен, община Долна Митрополия. До 1935 г. старото име на селото е Мъртвица.

## География
Селото се намира на 20 километра северно от областния град Плевен, на около 200 метра от левия бряг на река Вит, в близост до железопътата линия Ясен – Черквица.
В близост до него са селата Комарево – на 6 км северно, Рибен – на 2 км източно, Божурица – на 4 км югоизточно, както и конезавод „Клементина“ към село Победа на 5 км южно.
Село Подем се прострира на 2 дола, 2 хълма и югозападна равнинна част на площ от 1853 км2. Цялото село е оградено от 400 декара мера (селско пасбище).
1. ↑  www.grao.bg